# Heal the World
"Heal the World" (tạm dịch: Hàn gắn thế giới) là một bài hát của nghệ sĩ thu âm người Mỹ Michael Jackson nằm trong album phòng thu thứ tám của ông, Dangerous (1991). Nó được phát hành như là đĩa đơn thứ sáu (thứ năm tại Hoa Kỳ) vào ngày 23 tháng 11 năm 1992 bởi Epic Records. Bài hát nói về cảnh trẻ em trên thế giới phải chịu cảnh chiến tranh do người lớn gây ra và kêu gọi mọi người hãy chung sức xây dựng một thế giới tốt đẹp hơn "cho bạn, cho tôi và cho cả nhân loại".
Trong một cuộc trò chuyện trên mạng với người hâm mộ vào năm 2001, Jackson đã nói rằng "Heal the World" là bài hát ông từng sáng tác khiến ông tự hào nhất. Ông cũng đã thành lập Heal the World Foundation, một tổ chức từ thiện được thành lập nhằm cải thiện cuộc sống của trẻ em. Tổ chức này cũng tạo ra để dạy cho trẻ em biết thế nào là giúp đỡ người khác. Ý nghĩa nhân văn trên cũng chính là nguyên nhân để nam ca sĩ tổ chức Dangerous World Tour để gây quỹ. Trong bộ phim tài liệu Living with Michael Jackson, nam ca sĩ cho biết ông đã viết nên bài hát trên "Cây yêu thương" tại Neverland Ranch.
Video âm nhạc của bài hát được đạo diễn bởi Joe Pytka với nội dung về trẻ em sống ở nhiều quốc gia khác nhau đang đối mặt với nhiều bất ổn, đặc biệt là Burundi. Đây cũng là một trong số ít những video mà Jackson không xuất hiện, bên cạnh "Cry", "HIStory" và "Man in the Mirror" (video của "HIStory" và "Man in the Mirror" chỉ sử dụng những hình ảnh cũ của ông). Phiên bản video xuất hiện trong Dangerous: The Short Films và Michael Jackson's Vision còn bao gồm một video giới thiệu là một bài phát biểu của Jackson được lấy từ phiên bản đặc biệt của các ca khúc. Tuy nhiên, phiên bản này đã không được đưa vào tuyển tập video Video Greatest Hits – HIStory. Ngoài ra, nam ca sĩ cũng biểu diễn bài hát tại show giữa hiệp tại Super Bowl XXVII với sự tham gia hỗ trợ của 35.000 người.
Sau cái chết đột ngột của ông, "We Are the World" và "Heal the World" đã được hát lại trong lễ tưởng niệm của Jackson tại Trung tâm Staples ở Los Angeles vào ngày 7 tháng 7 năm 2009. Bài hát đã được nam ca sĩ luyện tập tại đây chỉ vài tuần trước đó, để chuẩn bị cho loạt buổi hòa nhạc trở lại "This Is It" tại London cùng với "Dirty Diana". Nữ ca sĩ nhạc R&B Ciara đã hát lại bài hát để tri ân Jackson tại lễ trao giải BET năm 2009.
Bài hát đã được phát tại tang lễ của James Bulger, và Jackson cũng đã tặng bài hát để sử dụng làm bài ca cho tổ chức từ thiện Trung tâm Red Balloon James Bulger, một trường học dành cho trẻ em đến họ nếu họ bị bắt nạt hoặc học tập khó khăn.

## Danh sách bài hát
| - Đĩa đơn 7" và cassette: 1. "Heal the World" (7" chỉnh sửa) – 4:32 2. "She Drives Me Wild" – 3:41 - Đĩa đơn 12": 1. "Heal the World" (bản album) – 6:25 2. "Wanna Be Startin' Somethin'" (Brothers in Rhythm House Mix) – 7:40 3. "Don't Stop 'til You Get Enough" (Rogers Underground Solution) – 6:18 4. "Rock with You" (Masters at Work Remix) – 5:29 - CD maxi: 1. "Heal the World" (7" chỉnh sửa) – 4:32 2. "Heal the World" (7" chỉnh sửa với phần giới thiệu) – 4:55 3. "Heal the World" (bản LP) – 6:25 4. "She Drives Me Wild" (bản album) – 3:41 | - CD promo: 1. "Heal the World" (7" chỉnh sửa) – 4:32 2. "Heal the World" (7" chỉnh sửa với phần giới thiệu) – 4:55 - Live in Bucharest: The Dangerous Tour 1. "Heal the World" (bản trực tiếp) - Đĩa đơn DualDisc: CD 1. "Heal the World" (7" chỉnh sửa) – 4:32 2. "Will You Be There" – 7:39 DVD 1. "Heal the World" (video) – 7:31 |

## Xếp hạng
| Bảng xếp hạng (1992–2009)                       | Vị trí cao nhất |
| ----------------------------------------------- | --------------- |
| Úc (ARIA)                                       | 20              |
| Áo (Ö3 Austria Top 40)                          | 4               |
| Bỉ (Ultratop 50 Flanders)                       | 3               |
| Canada Top Singles (RPM)                        | 21              |
| Canada Adult Contemporary (RPM)                 | 4               |
| Đan Mạch (Tracklisten)                          | 7               |
| Châu Âu (European Hot 100 Singles)              | 2               |
| Đức (Official German Charts)                    | 4               |
| Trường songid là BẮT BUỘC CHO BẢNG XẾP HẠNG ĐỨC | 3               |
| Ireland (IRMA)                                  | 2               |
| Ý (FIMI)                                        | 4               |
| Hà Lan (Dutch Top 40)                           | 6               |
| Hà Lan (Single Top 100)                         | 4               |
| New Zealand (Recorded Music NZ)                 | 3               |
| Na Uy (VG-lista)                                | 3               |
| Ba Lan (LP3)                                    | 1               |
| Tây Ban Nha (PROMUSICAE)                        | 1               |
| Thụy Điển (Sverigetopplistan)                   | 15              |
| Thụy Sĩ (Schweizer Hitparade)                   | 5               |
| Anh Quốc (OCC)                                  | 2               |
| Hoa Kỳ Billboard Hot 100                        | 27              |
| Hoa Kỳ Adult Contemporary (Billboard)           | 9               |
| Hoa Kỳ Dance Club Songs (Billboard)             | 3               |
| Hoa Kỳ Hot R&B/Hip-Hop Songs (Billboard)        | 62              |
| Hoa Kỳ Pop Airplay (Billboard)                  | 21              |

| Bảng xếp hạng (1992)                 | Vị trí |
| ------------------------------------ | ------ |
| Australia (ARIA)                     | 131    |
| Netherlands (Dutch Top 40)           | 88     |
| UK Singles (Official Charts Company) | 9      |
| Bảng xếp hạng (1993)                 | Vị trí |
| Austria (Ö3 Austria Top 40)          | 18     |
| Belgium (Ultratop 50 Flanders)       | 56     |
| Canada Adult Contemporary (RPM)      | 43     |
| Denmark (Tracklisten)                | 29     |
| Europe (European Hot 100 Singles)    | 22     |
| Germany (Official German Charts)     | 34     |
| Italy (FIMI)                         | 61     |
| Netherlands (Dutch Top 40)           | 130    |
| Netherlands (Single Top 100)         | 50     |
| Switzerland (Schweizer Hitparade)    | 15     |
| US Adult Contemporary (Billboard)    | 35     |
| Bảng xếp hạng (2009)                 | Vị trí |
| Italy (FIMI)                         | 92     |

## Chứng nhận
| Quốc gia                                                                           | Chứng nhận | Số đơn vị/doanh số chứng nhận |
| ---------------------------------------------------------------------------------- | ---------- | ----------------------------- |
| Úc (ARIA)                                                                          | Vàng       | 35.000^                       |
| Pháp (SNEP)                                                                        | Bạc        | 203,000                       |
| Đức (BVMI)                                                                         | Vàng       | 250.000^                      |
| New Zealand (RMNZ)                                                                 | Vàng       | 7.500*                        |
| Anh Quốc (BPI)                                                                     | Vàng       | 400.000^                      |
| * Chứng nhận dựa theo doanh số tiêu thụ. ^ Chứng nhận dựa theo doanh số nhập hàng. |            |                               |